# لاوانیا تریپاتی
لاوانیا تریپاتی (به انگلیسی: Lavanya Tripathi) (زادۀ ۱۵ دسامبر ۱۹۹۰) بازیگر هندی است که بیشتر در فیلم های تلوگو کار می کند. تریپاتی اولین فعالیت خود در تلویزیون را با حضور در سریال تلویزیونی پیوند عشق (۲۰۰۹) (به هندی: Pyaar Ka Bandhan) و اولین حضور خود در سینما را با نقش آفرینی در فیلم شیطان زیبا (۲۰۱۲) شروع کرد که با این فیلم برنده جایزه سین‌ام‌ای‌ای برای بهترین بازی اول بازیگر زن گردید.
از کارهای معروف او می‌توان به بازی در فیلم نابغه، فضا ۹۰۰۰ کیلومتر برساعت، تو مرد جالبی هستی و مرد جوان افسونگر است اشاره کرد.

## فیلم شناسی
فیلم
| سال  | نام فیلم                | نقش              | زبان  | نکات      | مرجع. |
| ---- | ----------------------- | ---------------- | ----- | --------- | ----- |
| ۲۰۱۲ | شیطان زیبا              | میدونا           | تلوگو |           | [ ۲ ] |
| ۲۰۱۴ | ما                      | رفیق رودها موهان | تلوگو | حضور ویژه | [ ۳ ] |
| ۲۰۱۵ | تو مرد جالبی هستی       | ناندانا رائو     | تلوگو |           | [ ۴ ] |
| ۲۰۱۶ | مرد جوان افسونگر است    | سیتا             | تلوگو |           | [ ۵ ] |
| ۲۰۱۷ | نابغه                   | آدیرای           | تامیل |           |       |
| ۲۰۱۸ | فضا ۹۰۰۰ کیلومتر برساعت | پرواتی «پارو»    | تلوگو |           | [ ۶ ] |
| ۲۰۱۹ | آرجون سوراورام          | لاویا            | تلوگو |           |       |